# Frederick Kilgour
Frederick Gridley Kilgour (6 de enero de 1914-31 de julio de 2006) fue un bibliotecario, documentalista e informatólogo estadounidense. Fue el creador del servicio de biblioteca en línea Online Computer Library Center, siendo su presidente desde 1967 hasta 1980.

## Biografía. Primeros pasos
Nació en Springfield (Massachusetts, Estados Unidos) y en 1935 se licencia en química por la Universidad de Harvard, continuando su estancia en dicho centro trabajando como ayudante de dirección de su biblioteca.
Se casa en 1940, pero pronto tiene que dejar su matrimonio para servir en la marina de Estados Unidos durante al Segunda Guerra Mundial, trabajando en un sistema de adquisición y análisis de publicaciones extranjeras del enemigo (especialmente japonesas), ja fueran informes o periódicos. En 1945 Fred Kilgour fue premiado con la condecoración militar Legión al Mérito, y desde 1946 a 1948 trabajó en el Departamento de Estado de los EE. UU. en la oficina de adquisición y recuperación de información para los servicios de inteligencia.
En 1948 es nombrado bibliotecario de la facultad de medicina de la Universidad de Yale, donde comienza a investigar en la historia de la ciencia y la tecnología, publicando numerosos artículos. Pero también empieza a investigar en temas relacionados con la Biblioteconomía, utilizando métodos estadísticos para averiguar el uso y la eficiencia de la colección documental, y a partir de los 70, abrazando la automatización de bibliotecas.

## Online Computer Library Center
En 1967, junto a la Universidad de Ohio, crea una base de datos en línea, basada en una red de bibliotecas que compartirían el mismo catálogo, llamada OCLC, comenzando con 54 bibliotecas de Ohio. Diseñó un sistema de catalogación conjunto y en 1977 se recogen catálogos de bibliotecas de estados distintos hasta agrupar más de 55.000 instituciones de más de 100 países. Kilgour nombraría a este catálogo como WorldCat. La misión de este centro es tener acceso a la información por lejos que esté.
Aunque abandona la presidencia en 1980, continúa activo como administrador hasta que en 1990 ficha por la Facultad de Biblioteconomía e Información de la Universidad de Carolina del Norte como profesor honorífico, retirándose en 2004.
Muere en Chapel Hill en 2006.

## Obras y premios
Frederick Kilgour ha sido galardonado con numerosos premios; entre ellos, la medalla Melvil Dewey en 1978 y el Premio ASIST al Mérito Académico en 1979. La American Library Association (ALA) creó en 1998 un premio en su nombre para galardonar a aquellas personas que contribuyan en la implementación de las nuevas tecnologías de la información en las bibliotecas. Es doctor honoris causa en distintas universidades.
Kilgour fundó la revista científica Information, Technologies and Libraries.
Publicó numerosos artículos en revistas científicas. Entre sus monografías, destaca la publicada en 1988: La evolución del libro. También escribió Historia de la ingeniería, La biblioteca de la facultad de medicina de la Universidad de Yale y su catálogo de 1865 y La biblioteca y la ciencia de la información CumIndex.